# Topoľa
Topoľa (rusínsky Тополя, Topoľa, maďarsky Kistopolya) je obec na Slovensku v okrese Snina. Žije zde 152 obyvatel.

## Poloha
Obec leží v údolí Uličky v pohoří Poloniny, na území stejnojmenného národního parku, který se vyznačuje zachovalými bukovými společenstvími.

## Doprava
Do obce vede jediná cesta ze Sniny, která pokračuje dále do obce Runina. Veřejnou dopravu do obce zajišťuje SAD Humenné.

## Turistika

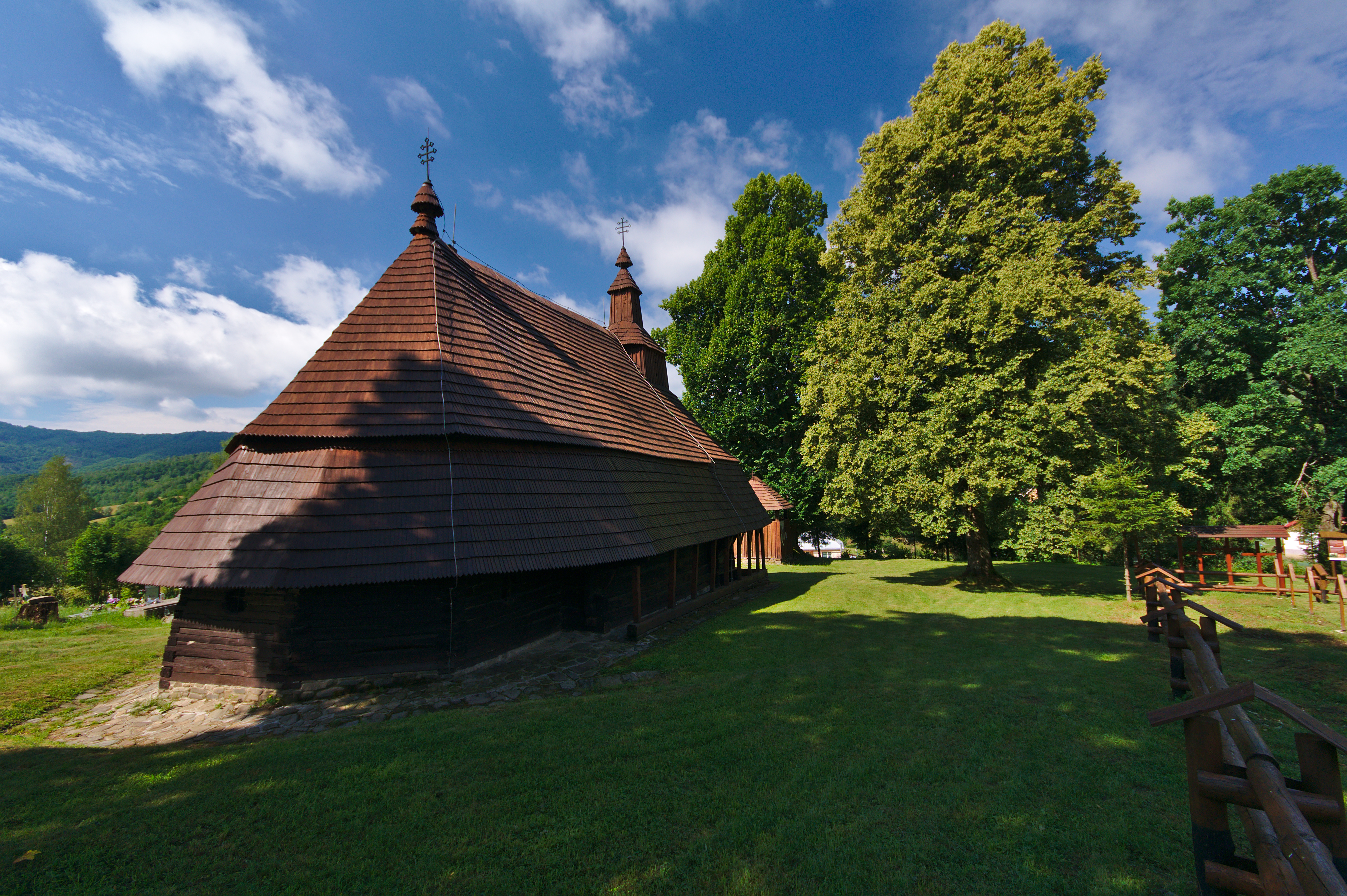
Chrám svatého Michaela Archanděla, před ním dřevěná zvonice a vedle něj vojenský hřbitov

Poloha obce v oblasti Národního parku Poloniny ji předurčuje jako vhodné místo pro pěší turistiku. Z obce vede modrá turistická značka do Ruského Potoka a Uličské Krivého, čímž spojuje obce s unikátními dřevěnými kostely. Z Topoly vede lesní cesta do zaniklé obce Ruské a následně do Ruského sedla, které je hraničním bodem s Polskem.
Na turistické významnosti přidává poloha obce v Parku tmavé oblohy Poloniny, který je první oblastí svého druhu na Slovensku. Park tmavé oblohy se vyznačuje nízkým světelným znečištěním, díky nízké hustotě osídlení, čímž nabízí unikátní podmínky pro pozorování noční oblohy.

## Kultura
- V obci se každoročně koná folklorní festival.
- Je rodištěm významného rusínského buditele Alexandra Duchnoviča.
- Nachází se zde dřevěný chrám sv. Michala.

## Vojenský hřbitov
Zřízen byl již v r. 1915, následně upravený v r.1917. Je v něm pochováno 240 vojáků ve 153 hrobech, z toho je 119 hrobů jednotlivých a 34 hrobů společných. Známá je identita 27 rakousko-uherských vojáků.

## Fotogalerie

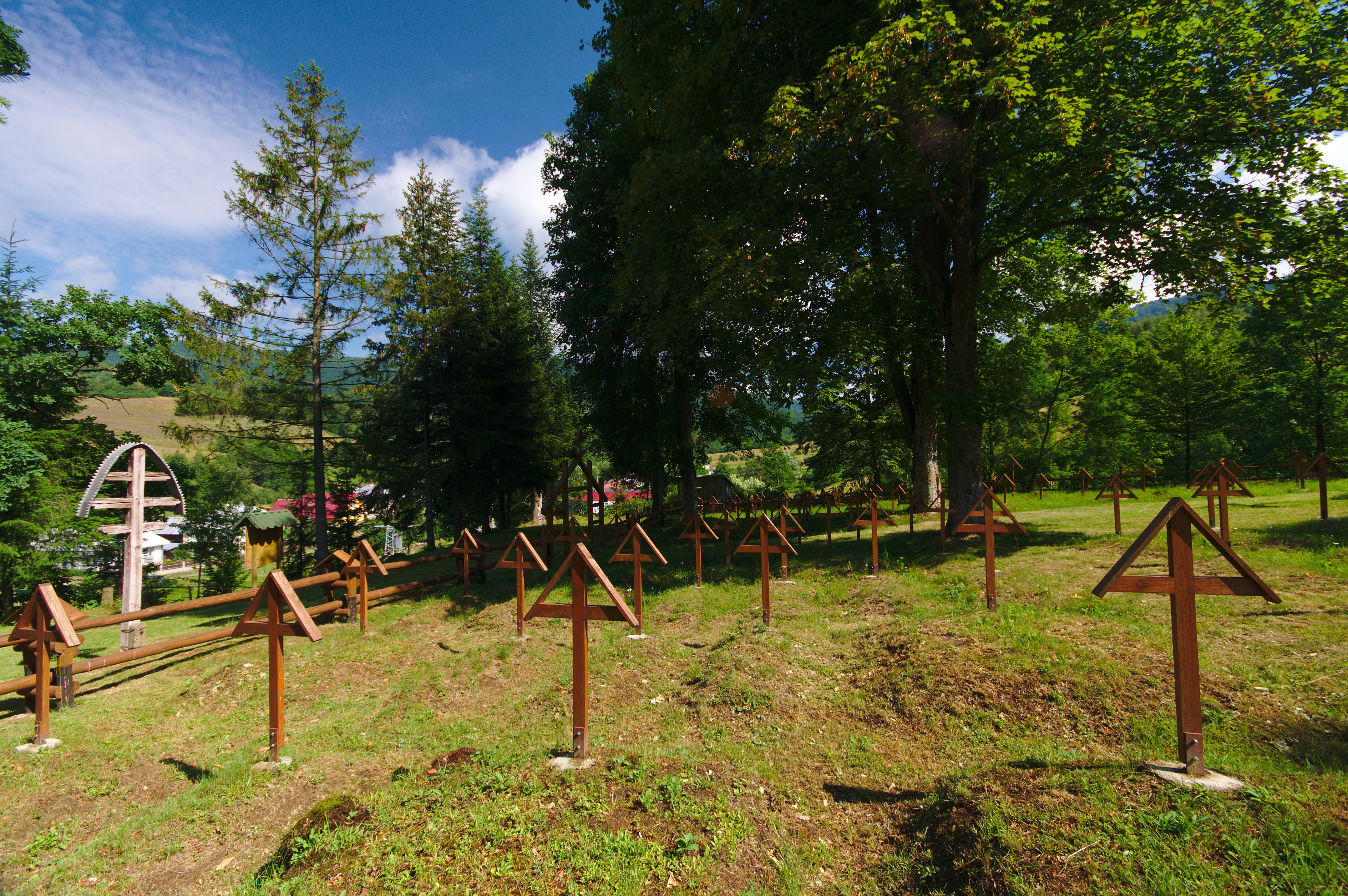
Vojenský hřbitov
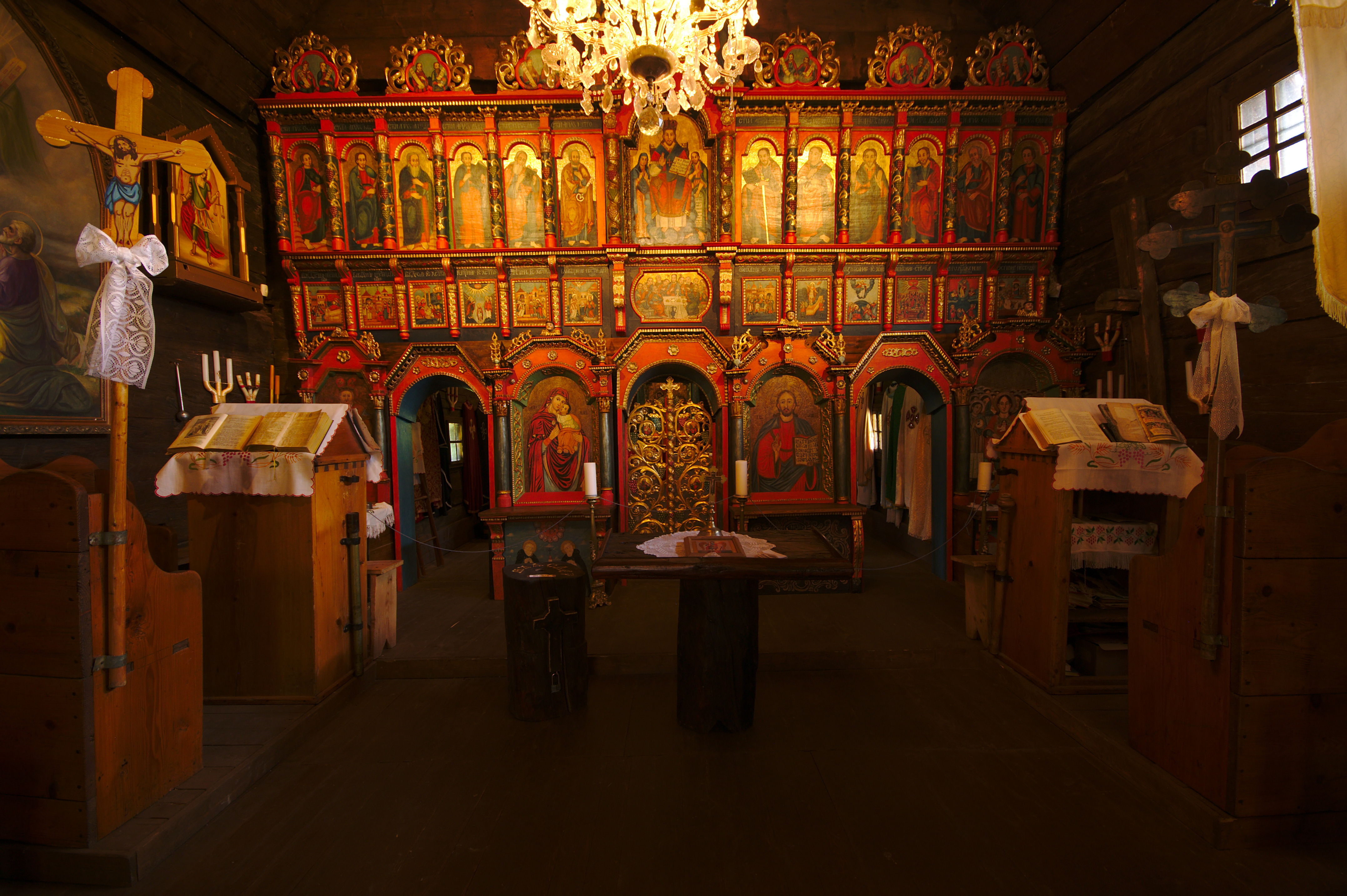
Interiér chrámu svatého Michala
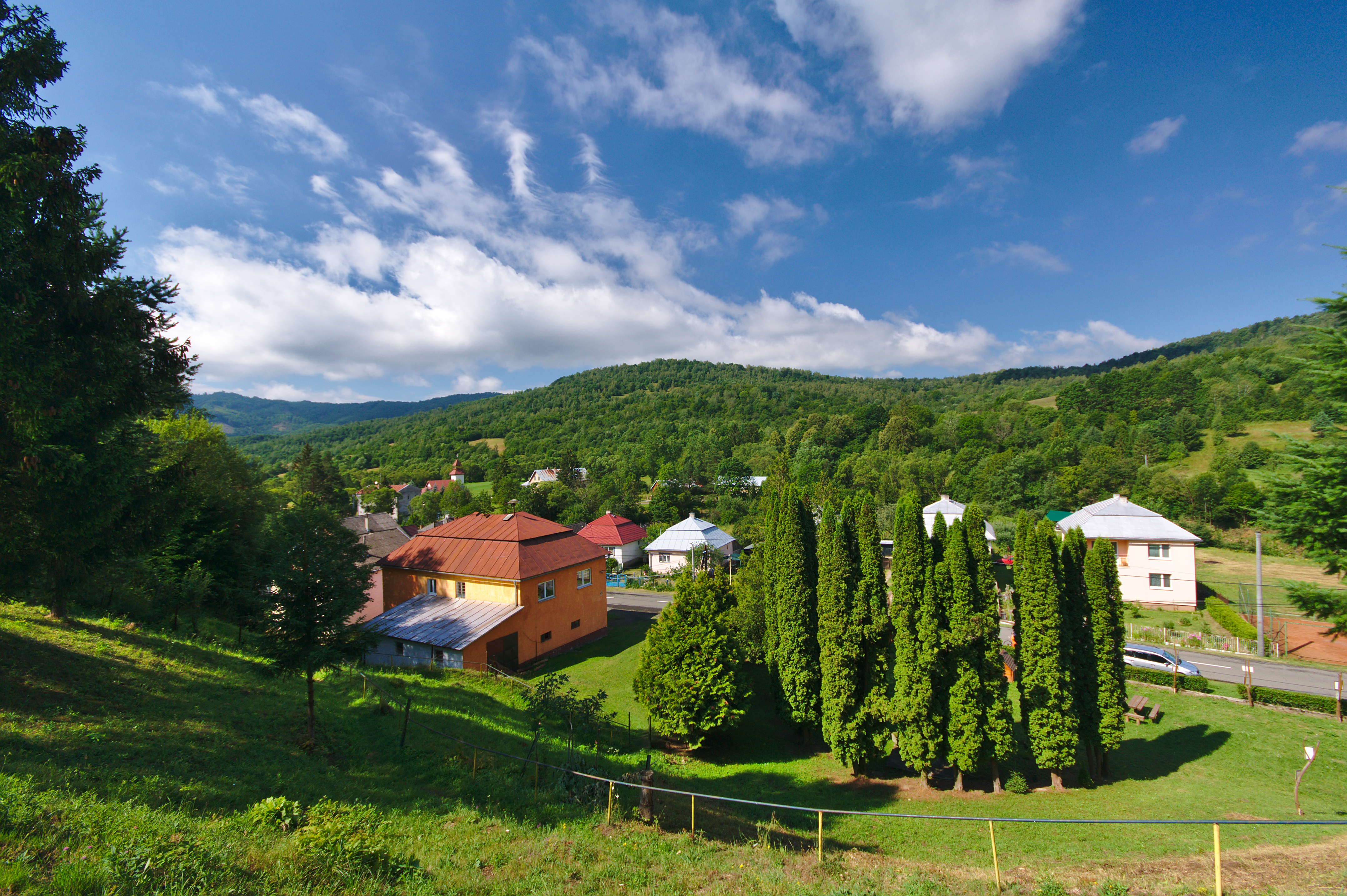
Obec od chrámu svatého Michala, vlevo dole obecní úřad
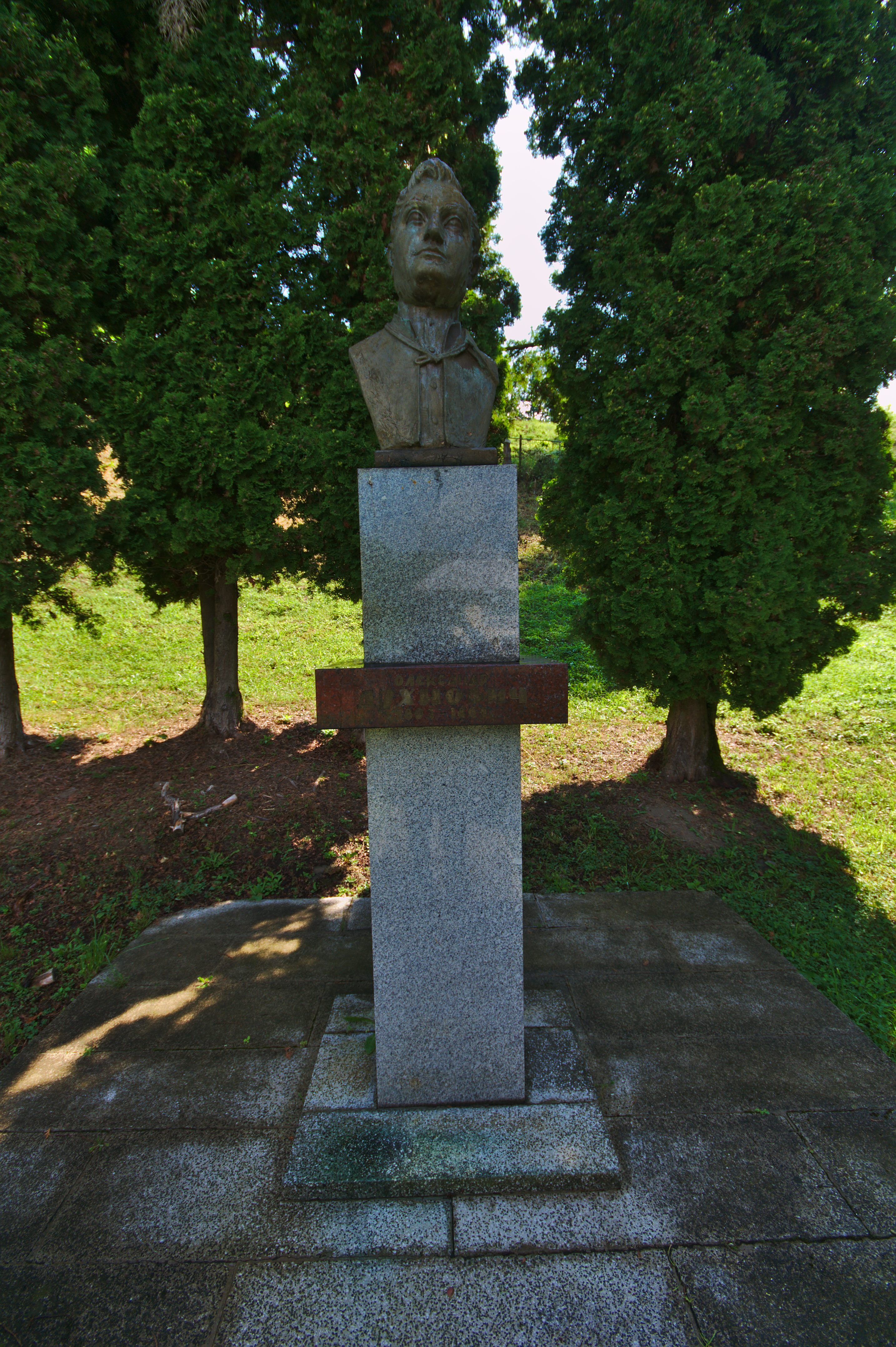
Busta Alexandra Duchnoviča
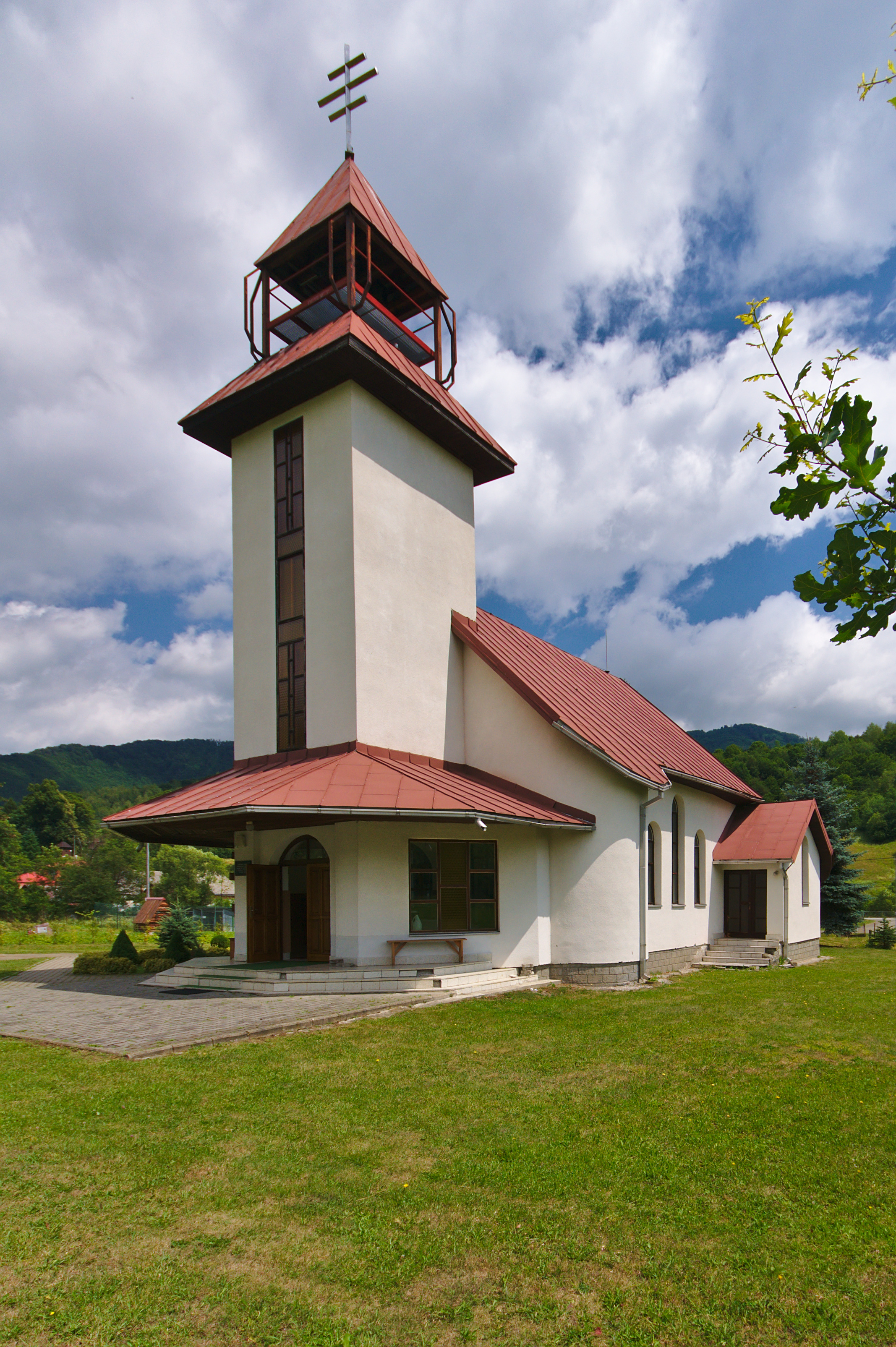
Chrám svatého Petra a Pavla
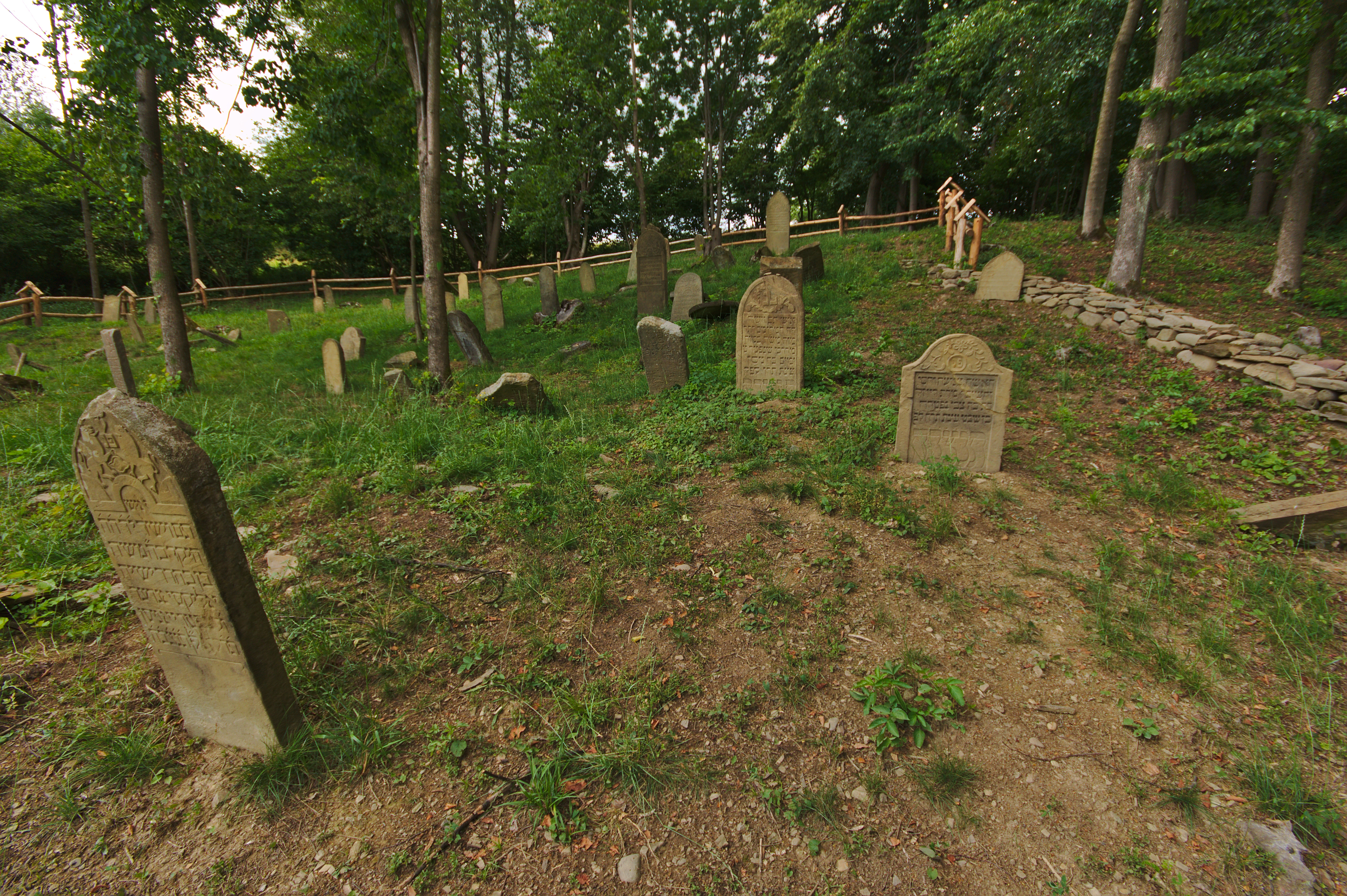
Židovský hřbitov
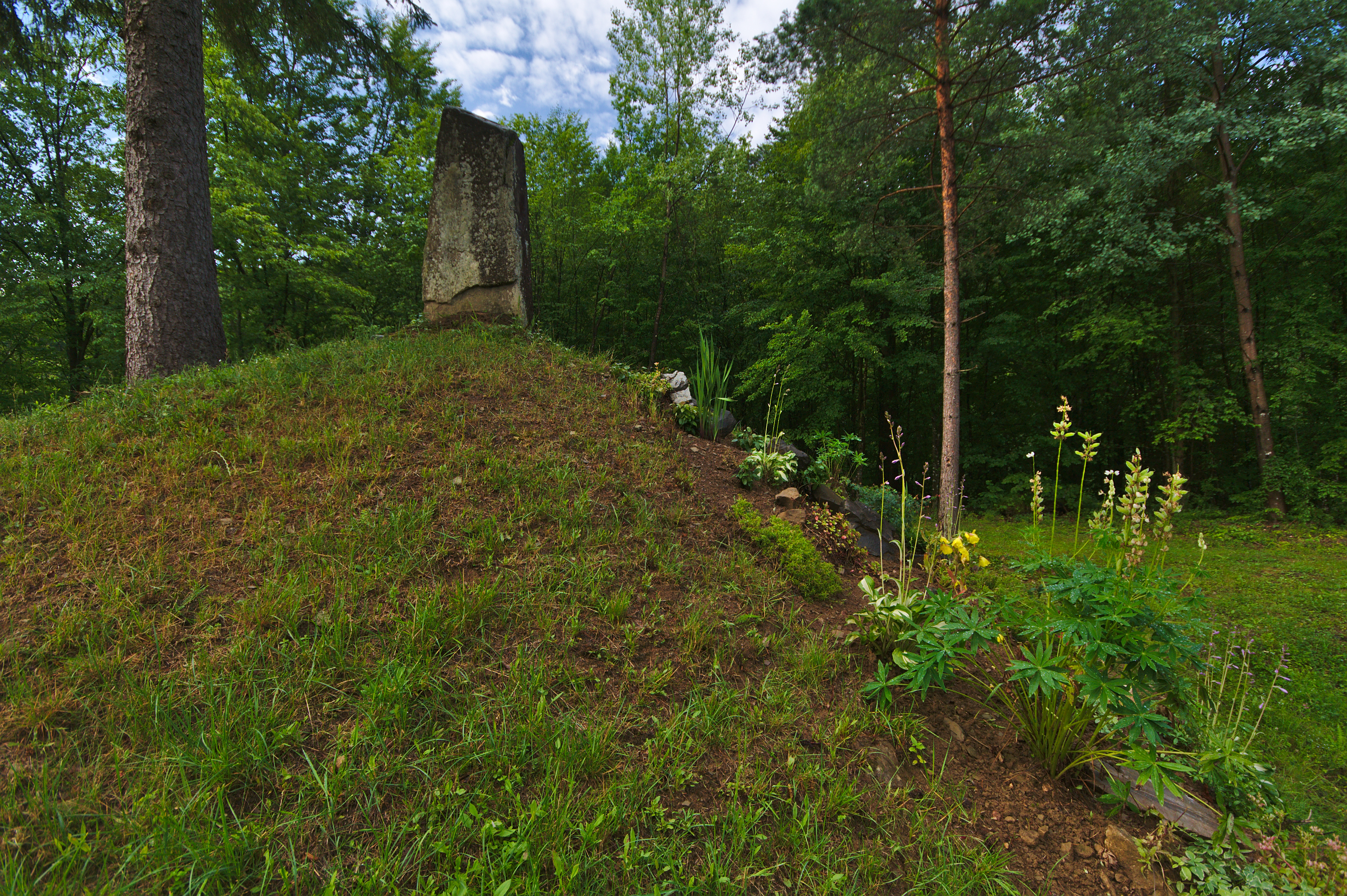
Památník u silnice mezi Runinou a Topoľou